# Арчешть
Арчешть, Арчешті (рум. Arcești) — село у повіті Олт в Румунії. Входить до складу комуни Плешою.
Село розташоване на відстані 147 км на захід від Бухареста, 11 км на захід від Слатіни, 36 км на північний схід від Крайови.

## Населення
За даними перепису населення 2002 року у селі проживали 473 особи, з них 472 особи (99,8%) румунів. Рідною мовою 472 особи (99,8%) назвали румунську.